# Colours (ep)
COLOURS is een ep ter promotie van de PND LIVE World Tour van de Canadese R&B-zanger PartyNextDoor. De ep werd op 3 december 2014 uitgebracht op OVO Sound tegelijkertijd met de tourdata voor 2015, waar Nederland en België onder andere ook in voorkomen.

## Tracklist
| 1.                 | Let's Get Married            | 3:44 |
| 2.                 | Girl From Oakland            | 4:40 |
| 3.                 | Juss Know (met Travi$ Scott) | 4:21 |
| 4.                 | Don't Worry (met Ca$h Out)   | 3:52 |
| Totale duur: 17:00 |                              |      |